# Palau Sant Jordi
Het Palau Sant Jordi is een overdekte sporthal in Barcelona in Catalonië.
Het gebouw, naar een ontwerp van de Japanse architect Arata Isozaki, werd op het einde van de jaren 1980 opgericht op de plaats van een voormalige vuilnisbelt, met het oog op de Olympische Zomerspelen 1992. Het werd in 1990 ingewijd. Naargelang van het soort activiteiten, heeft het een capaciteit van maximaal 18.000 zitplaatsen. Daarmee is het de grootste indoor arena van Spanje.
Wegens zijn capaciteit en goede akoestiek is het gebouw ook zeer geliefd voor concerten van internationale sterren zoals Bruce Springsteen, U2, Queen, Coldplay, Iron Maiden, Mecano, Britney Spears, Shakira, Avril Lavigne, Madonna, Prince, Alejandro Sanz, Joan Manuel Serrat, Lady Gaga, Justin Bieber, Rihanna, Ariana Grande, Supertramp of Enrique Bunbury. Op 10 maart 2012 vond er de stichtingsvergadering van de Assemblea Nacional Catalana plaats.
In 2013 was het Palau Sant Jordi gastheer van de finale van het WK handbal voor mannen, dat werd gewonnen door thuisploeg Spanje.